# Опелусас
Опелусас (англ. Opelousas) —  город и административный центр прихода Сент-Ландри в штате Луизиана в Соединённых Штатах Америки.
Согласно проведённой в 2020 году переписи населения США, население города составляло 15 786 человек, что на 6,53 процента меньше, чем по переписи 2010 года, когда было зафиксировано население в 16 634 человека; это 25-й город штата по числу жителей.

## История
Исторически Опелусас, район поселения французских и испанских креолов, цветных креолов и акадийцев, является центром музыкального стиля зайдеко.

## География
По данным Бюро переписи населения США, общая площадь города составляет 9,68 квадратных миль (25,06 км2), всё это — суша.
В Опелусасе построена развязка между межштатной автомагистралью I-49 и федеральным шоссе US 190.